# Геолог (село)
Геолог (каз. Геолог) — упразднённое село в Атырауской области Казахстана. Находилось в подчинении городской администрации Атырау. Входило в состав Геологского сельского округа. Упразднено в 2019 г. Код КАТО — 231039100.

## Население
В 1999 году население села составляло 4108 человек (1992 мужчины и 2116 женщин). По данным переписи 2009 года в селе проживало 8256 человек (4065 мужчин и 4191 женщина).